# Никифор Палеолог
Никифор Палеолог (д/н — 18 жовтня 1081) — військовий діяч Візантійської імперії.

## Життєпис
Походив з провінційної заможної знаті з Фригії. Стосовно батьків відсутні відомості. Вважається, що саме Никифор першим взяв собі прізвище Палеолог. Піднесення кар'єри почалося за правління імператора Костянтина X з династії Дук. Тому Никифор Палеолог негативно віднісся до сходження на трон Романа Діогена у 1068 році, відсунувши від влади синів померлого імператора. підтримував опозицію на чолі із цезарем Іоанном Дукою та Михайлом Пселлом. Тому за Романа IV не обіймав значних посад. 1070 року виступав з критикою великої військової кампанії проти Сельджуцької держави.
У 1071 році після поразки імператорської армії у битві при Манцикерті проти сельджуків султана Алп-Арслана й полону самого Романа IV, Никифор Палеолог підтримав передачу повноти влади імператору Михайлу VII. 1074 року останній дав доручення Палеологу найняти в Грузії вершників для боротьби з норманським найманцем Русселем де Байолем, що захопив частину Галатії. При цьому призначив Палеолога дукою феми Халдія. Никифор виконав доручення, найнявши загін у 6 тис. аланів (за іншими відомостями грузин), але через не виплату обіцяних грошей, вони залишили межі імперії.
У 1076 або 1077 році призначається дукою (за іншими даними стратегом) феми Месопотамія з рангом проедра. Втім нічого не зміг протидіяти наступу сельджуків на володіння Візантії. 1078 році його було переведено на Балкани. Того ж року зберіг вірність імператору під час заколотів Никифора Вотаніата і Никифора Бриєннія. після зречення Михайла VII став одним з наближених військовиків імператора Никифора III Вотаніата.
У 1081 році організував оборону Константинополя під час наступу військ заколотників на чолі із Олексієм Комніном. У війську ворога був син Никифора — Георгій. Втім Никифор Палеолог закликав імператора до останнього чинити спротив. Коли той відмовився, очолив перемовини з Комніном щодо передачі влади. При новому володарі Олексії I зберіг свій статус. Никифора Палеолога було призначено дукою Діррахіуму.
Брав участь у битві з норманами з південної Італії, що висадилися на Балканах. У битві при Діррахіумі 18 жовтня 1081 року візантійці зазнали нищівної поразки, а Никифор Палеолог із сином Миколаєм загинув.

## Родина
Дружина — представниця роду Куртикіїв
Діти:
- Миколай (д/н—1081), дука Фессалонік
- Георгій (1068—1110)